# Steinberg (Lipper Bergland)

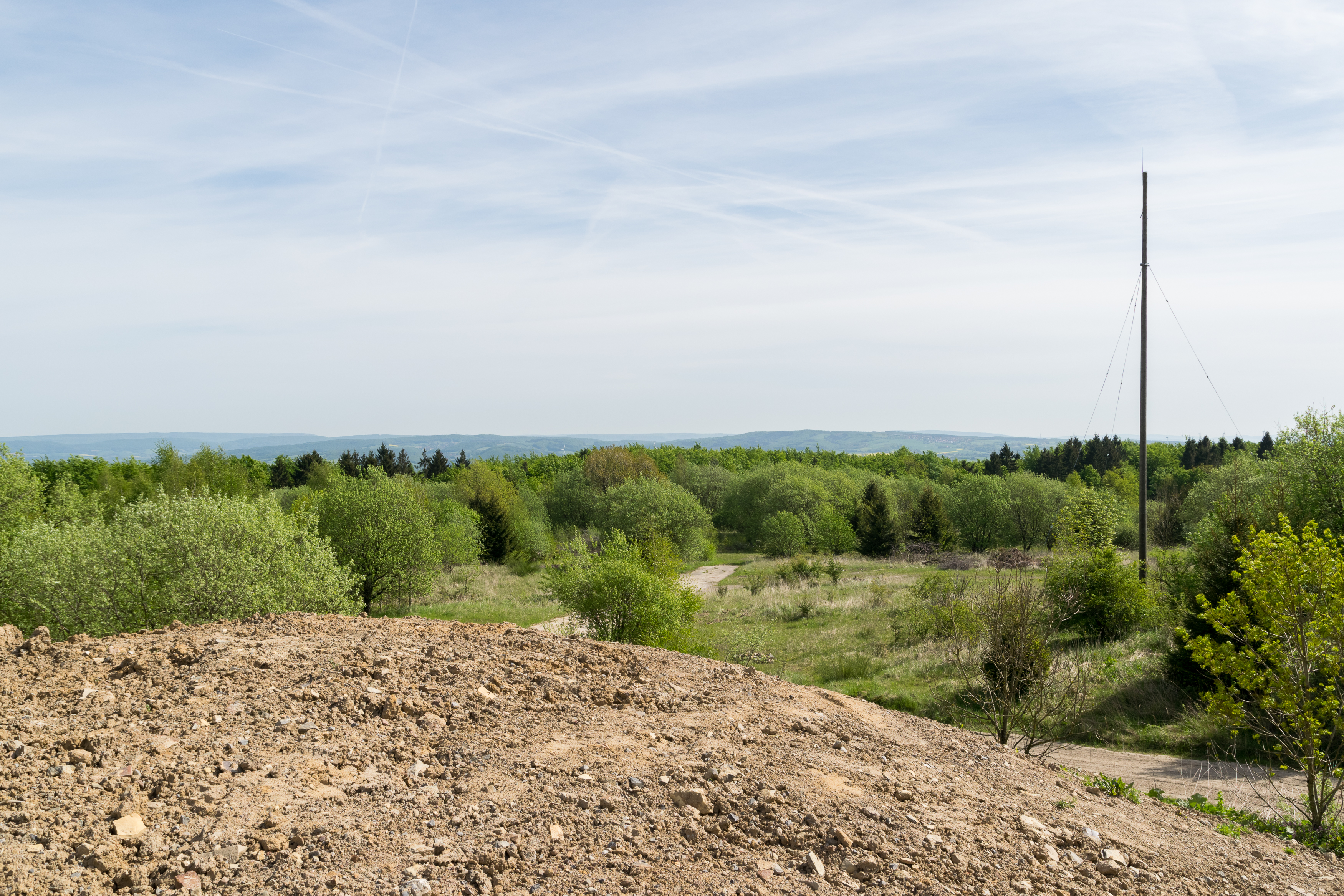
Aufgeschüttete Kuppe des Steinbergs

Der Steinberg ist ein 396 m hoher Berg des Lipper Berglands in Schwelentrup einem Ortsteil der Gemeinde Dörentrup im Kreis Lippe in Nordrhein-Westfalen. Im Jahre 2016 wurde der Gipfel des Berges durch die Aufschüttung eines künstlichen Erdhügels mit Aussichtsplattform um 9 m erhöht (vorher lag die Gipfelhöhe bei 388 m). Der Steinberg ist seitdem der höchste Berg in Nordlippe.
Auf dem Gipfel des Steinbergs wurde zwischen 1963 und 1992 durch die NATO eine Raketen- und Radarstellung betrieben. Nach Nutzungsaufgabe wurden ab 1998 die versiegelten Flächen der Raketenstellung unter Führung des NABU weitgehend aufgebrochen und die meisten Bauwerke zurückgebaut; zusätzlich wurden kleine Gewässer angelegt. Ein Gebäude blieb als Unterschlupf für überwinternde Fledermäuse erhalten. Das rund 10 ha große Gelände ist Siedlungsraum für mehrere Eulenarten, Amphibien, die seltene Schlingnatter und Pionierpflanzen, die die ehemalige Raketenstation wiederbesiedeln.
Seit 2007 ist der Bereich am Steinberg-Gipfel Teil des mit 63 ha deutlich größeren Naturschutzgebiets Alt-Sternberg und Steinberg, das auch die Ruine Alt-Sternberg und weiter südöstlich liegende Grünland- und Waldflächen einbezieht.
Zu erreichen ist der Gipfel des Steinbergs über mehrere lokale Rundwanderwege. Über den Berg verlaufen außerdem der Europäische Fernwanderweg (E1), der Hansaweg (X9), der Burgensteig (X2) und der Weg der Blicke.